# Konsirasgi, Jevargi
Konsirasgi là một làng thuộc tehsil Jevargi, huyện Gulbarga, bang Karnataka, Ấn Độ.